# Săn cá voi tại Nhật Bản

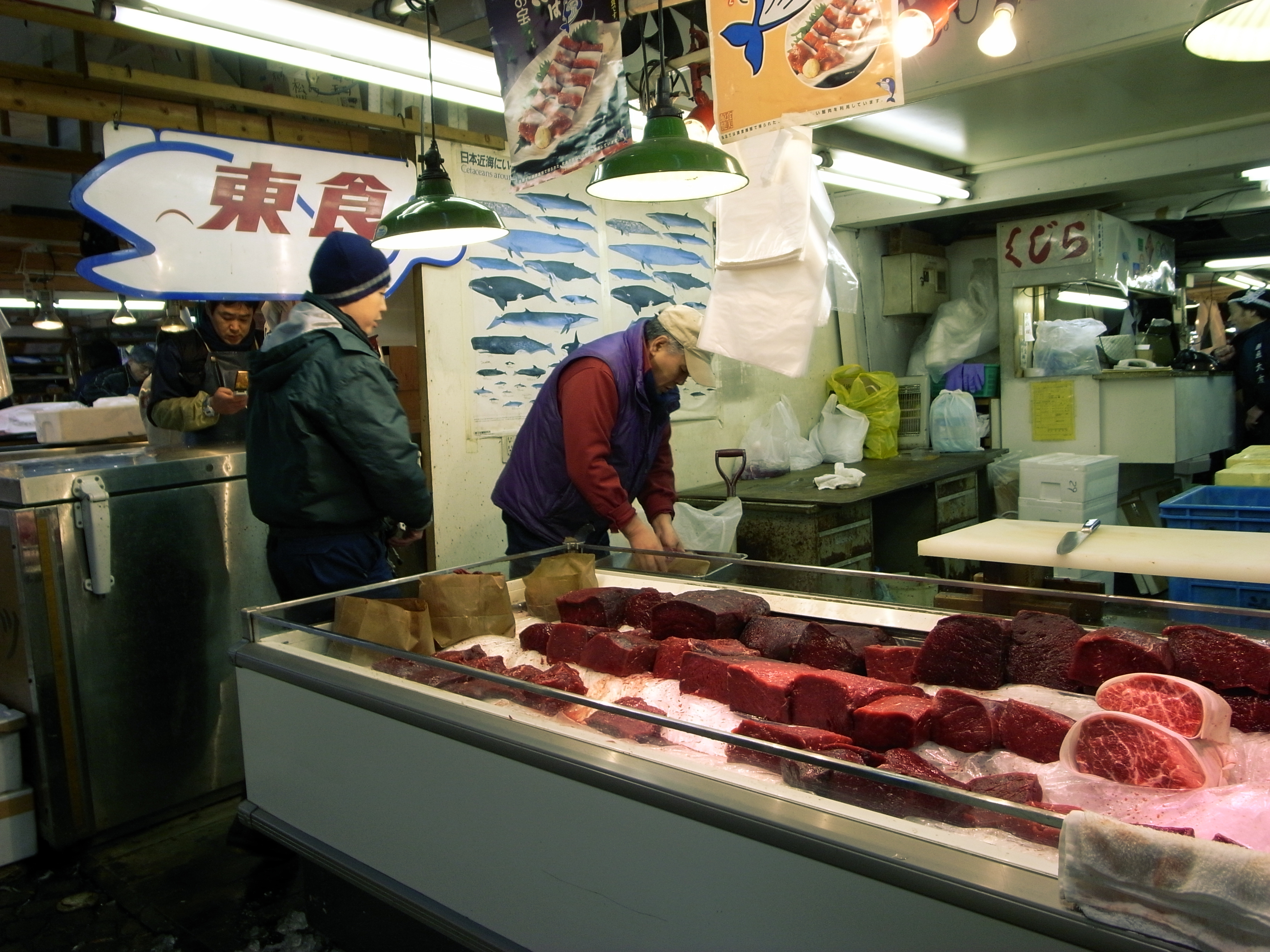
Thịt cá voi bày bán tại siêu thị cá Tsukiji tại Tokyo, Nhật Bản

Việc săn bắt cá voi ở Nhật Bản được Hiệp hội Săn bắt cá voi Nhật Bản (JWA) ước tính là đã bắt đầu vào khoảng thế kỷ 12. Trong suốt thế kỷ 20, Nhật Bản bị lôi kéo vào việc săn cá voi thương mại cho đến khi Ủy ban Săn cá voi Quốc tế ra lệnh cấm săn cá thương mại. Việc săn cá voi của Nhật Bản bị giới hạn bởi Viện Nghiên cứu Cá voi. Tuy nhiên, đó là nguồn tranh chấp chính trị giữa các quốc gia và tổ chức không chống và chống săn cá voi. Các quốc gia, nhà khoa học và tổ chức môi trường chống việc săn cá voi cho rằng các chương trình nghiên cứu của Nhật hết sức không cần thiết và tệ hại nhất chỉ là chiến dịch săn cá voi thương mại được ngụy trang một cách lộ liễu.
Nhật Bản duy trì việc săn cá voi hàng năm một cách bền vững và cần thiết cho việc nghiên cứu khoa học và quản lý cổ phiếu cá voi. Nhật Bản cũng lập luận rằng các sự chống đối săn cá voi dựa trên sự khác biệt văn hóa và thuyết hình người tình cảm.